# Obscured by Clouds
Obscured by Clouds er Pink Floyds syvende studiealbum. Albummet er baseret på deres soundtrack til den franske film La Vallée af Barbet Schroeder. Albummet blev udgivet i England d. 2. juni 1972.

## Spor
| 1. | "Obscured by Clouds"      | Gilmour, Waters                | Instrumental    | 3:03 |
| 2. | "When You're In"          | Gilmour, Waters, Wright, Mason | Instrumental    | 2:30 |
| 3. | "Burning Bridges"         | Wright, Waters                 | Gilmour, Wright | 3:29 |
| 4. | "The Gold It's in the..." | Gilmour, Waters                | Gilmour         | 3:07 |
| 5. | "Wot's... Uh the Deal?"   | Gilmour, Waters                | Gilmour         | 5:08 |
| 6. | "Mudmen"                  | Wright, Gilmour                | Instrumental    | 4:20 |

| 7.  | "Childhood's End"     | Gilmour               | Gilmour                               | 4:31 |
| 8.  | "Free Four"           | Waters                | Waters                                | 4:15 |
| 9.  | "Stay"                | Waters, Wright        | Wright                                | 4:05 |
| 10. | "Absolutely Curtains" | Wright, Mapuga stamme | Instrumental, chant ved Mapuga stamme | 5:52 |